# Казбегская мышовка
Казбегская мышовка (лат. Sicista kazbegica) — вид из рода мышовки семейства мышовковые.

## Научная классификация
Вид был впервые описан в 1986 году. Входит в эндемичную группу одноцветных мышовок Кавказа.

## Распространение
Ареал казбегской мышовки расположен в бассейне верхнего течения Терека. В России встречается в высокогорных районах Северной Осетии: в бассейне Ардона в Цейском, Мамисонском ущельях, в верховьях реки Ардон у сёл Лисри и Калак и на глетчере Кальтвер. Также обитает в Казбегском районе Грузии. В 14 км к северо-западу от посёлка Коби, в ущелье Суатиси, находится terra typica вида.
Обитает от субальпийского до нивального пояса гор на высоте от 1850 по 2200 м.

## Внешний вид
Животное средних размеров. Длина тела не превышает 65 мм. Хвост длинный, до 108,5 мм (длина превосходит длину тела в 1,4-1,7 раза). Задние лапы длинные, ступни — до 18,7 мм (длина не менее 27 % длины тела).
Спинная сторона окрашена в желтовато-серо-бурый цвет, без чёрной продольной полосы. На боках тела и морды мех жёлтого цвета, губы белёсые. Нижняя сторона головы и тела — серовато-белая с жёлтым налётом. Хвост слабо двуцветный. Пальцы и когти белые.
Единственный вид в надвиде кавказской мышовки, для которого отмечена географическая изменчивость кариотипа. В кариотипе казбегских мышовок из Северной Осетии насчитывается 40 хромосом, у особей из ущелья Суатиси в Грузии — 42 хромосомы. Число плеч аутосом — 48 и 50 соответственно.

## Образ жизни
Биология вида изучена слабо. Активность приходится преимущественно на ночь, хотя иногда проявляет активность и днём. О норах и убежищах ничего не известно. Отсутствуют и данные о спячке.
Основу рациона, как показали наблюдения в неволе, составляют различные беспозвоночные (жуки), а также растительная пища.

## Размножение
Сведения о размножении казбегской мышовки носят фрагментарный характер. Гон начинается не раньше конца мая-начала июня. Размножаются, вероятно, 1 раз в году. Сведения о размере выводка отсутствуют.